# 土佐西南大規模公園陸上競技場
土佐西南大規模公園陸上競技場（とさせいなんだいきぼこうえんりくじょうきょうぎじょう）は、高知県幡多郡黒潮町にある陸上競技場。

## 歴史
- 1988年 サッカー場による陸上競技場を開場[1]。
- 2021年 高知ユナイテッドSC黒潮町でキャンプ[2]。

## 施設概要
- サッカー場：全面天然芝生（冬期は冬芝を施行）
- 陸上トラック：クレイ舗装400ｍトラック8コース
- ナイターなし

## 交通
- 土佐くろしお鉄道中村線・土佐入野駅から徒歩15分